# Na Agontimé
Na Agontimé, ou Agontimé, est une femme membre de la cour du royaume de Dahomey, à la fin du XVIIIe siècle et début du XIXe siècle. Elle est considérée comme une reine-mère sous le règne de Ghézo. Son parcours matérialise le lien créé, de fait, par les traites négrières, entre l'Afrique de l'Ouest et le Brésil, et a donné lieu à plusieurs légendes dans les deux continents. Elle est devenue une des figures de l'héritage africain au Brésil. Elle est la grand mère d'Agboli-Agbo, dernier roi d'Abomey.

## Éléments biographiques
À la fin du XVIIIe siècle, elle est présente à la cour du roi Agonglo, dans le premier cercle des proches et elle est, selon les récits une des épouses de ce roi, mère ou nourrice d'un de ses fils, Ghézo. Ce royaume du Danhomè est alors une puissance régionale importante dotée d'une administration centralisée, d'un système d'impôts et d'une armée. Il entretient des relations commerciales internationales, et est utilisé par les puissances européennes pour drainer des esclaves noirs vers les côtes, au profit des trafiquants d'esclaves vers les Amériques. Cette mise à contribution est facilitée par l'organisation centralisée de ce royaume, qui en retour en reçoit des ressources et des armes. Dans ce contexte, en 1797, une conspiration de palais, incluant a priori la reine-mère Hwanjile et le premier ministre (ou Migan), entraîne l'assassinat du roi Agonglo. Agontimé serait partie prenante de cette conspiration. Le successeur est un des fils du roi assassiné, Adandozan, au détriment de son demi-frère Guezo, soutenu par Agontimé. Adandozan punit les opposants qui ont participé aux événements associés à la mort de son père Agonglo. La reine Hwanjile et un prince nommé Dogan, qui ont tenté sans succès de s'emparer du pouvoir, sont enterrés vivants. D'autres sont sacrifiés dans le cadre des rites funéraires du roi Agonglo, tandis qu'Agontimé est déportée au Brésil, et vendue comme esclave. Mais le nouveau roi Adandozan n'arrive pas à maintenir la paix civile dans le royaume de Dahomey, et s'enlise dans des conflits avec le pays Mahi et l'empire d'Oyo. la situation de crise nuit notamment au commerce d'esclaves, pénalisant les hommes d'affaires européens,,.
Son demi-frère Ghézo le renverse en 1818, en bénéficiant de l'aide du marchand d'esclaves brésilien Francisco Félix de Sousa. Nouveau monarque, Ghézo aurait cherché à faire localiser Agontimé au Brésil par des agents royaux et à la ramener au Dahomey. Mais les récits divergent sur son retour ou non dans son pays natal. Pour l’historienne américaine Edna G. Bay, elle n'est pas revenue. Au Brésil, à São Luis de Maranhão, se trouve un temple fondé au dix-neuvième siècle et appelé Casa das Minas, qui aurait été fondé par elle. Un photographe et ethnologue français, Pierre Verger, spécialiste des religions afro-brésiliennes, a fait remarquer, parmi les divinités célébrées dans ce temple, que figure Agonglo, le père de Guézo et, sans doute,  époux d’Agontimé. Dans la culture populaire brésilienne,  Agontinmé est considérée comme un symbole et une figure de l’héritage africain au Brésil,,.